# Matteo Maria Boiardo

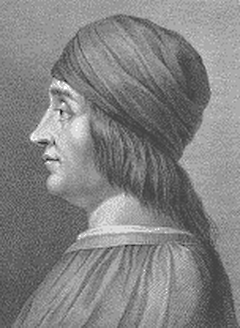
Matteo Maria Boiardo

Matteo Maria Boiardo (lateinisch Matthaeus Boiardus; * 1441 in Scandiano; † 19. Dezember 1494 in Reggio nell’Emilia) war ein italienischer Dichter.
Graf Matteo Maria Boiardo wurde in einer Adelsfamilie in Scandiano geboren, der als „erster westliche Kabbalist“ für Furore sorgende Giovanni Pico della Mirandola war sein sehr viel jüngerer Vetter, Tito Vespasiano Strozzi, ein weiterer Dichter des weithin gerühmten Musenhofs in Ferrara, sein Onkel. Nach gründlicher Ausbildung in den alten Sprachen, u. a. auch orientalischen, diente er in Ferrara, Modena und Reggio bei der Herzogsfamilie der Este.
Seine Literatenlaufbahn begann Boiardo ca. 1461 mit lateinischen Versen, Lobgedichten auf die Este und pastoralen Gedichten in der Nachfolge von Vergils Eclogen. Er übersetzte den Roman Metamorphosen von Apuleius und andere lateinische Schriften ins Italienische. Seine italienischen Hauptwerke sind Amorum libri tres und Orlando innamorato.

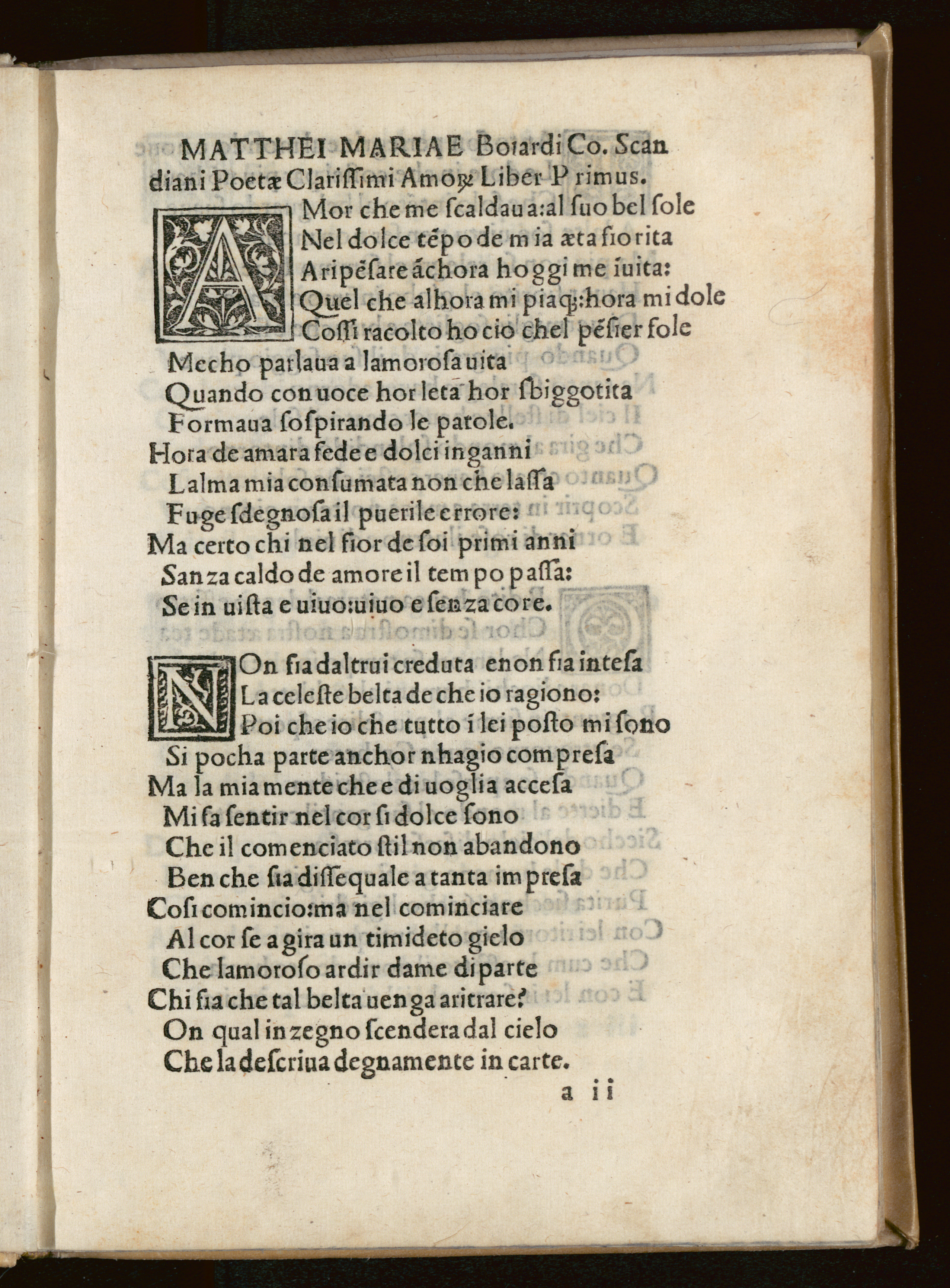
Amorum libri, 1499

Der Canzoniere (Amorum libri tres) enthält drei Teile mit Sonetten und lyrischen Liebesdichtungen in anderen Formen. Sie handeln von Boiardos Liebe zu Antonia Caprara, die er im Jahr 1469 in Reggio am Hof des Sigismondo d’Este kennenlernte. Der Titel ist von Ovid entlehnt. Der Orlando innamorato ist Boiardos reifstes Werk, das er im Jahr 1476 begann. Der Stoff des Werkes steht in Beziehung zur europäischen Ritterdichtung um den Heiligen Gral, der Hauptheld Orlando entspricht dem deutschen Helden Roland aus der Karlssage. 1483 veröffentlichte Boiardo die zwei ersten Teile des Werkes (60 Dichtungen) in Reggio. Durch Dienstpflichten und politische Ereignisse wurde er an der Arbeit gehindert und konnte das Werk nicht zum Abschluss bringen. Mit dem Werk begründete Boiardo seinen Ruhm als größter italienischer Dichter des 15. Jahrhunderts, sein Orlando wurde fortgesetzt durch Ariosts Orlando Furioso (ebenfalls in Ferrara), der seinen Vorgänger übertraf und ihn durch noch größere Anerkennung frühzeitig in den Schatten stellte.
Ein kleineres Werk, ein Gedicht über ein ungewöhnliches selbstkomponiertes Tarot-Spiel des 15. Jahrhunderts, besitzt Bedeutung für den umrätselten Ursprung dieser Karten.

## Textausgaben und Übersetzungen
- Steano Carrai (Hrsg.): Matteo Maria Boiardo: Pastoralia. Antenore, Padova 1996, ISBN 88-8455-167-6 (kritische Edition mit italienischer Übersetzung)
- Mehltretter, Florian: Der verliebte Roland des Matteo Maria Boiardo. Lyrik Kabinett, München 2009